# Puente tubular
Un puente tubular es un puente  construido con sección de caja rectangular rígida por cuyo interior se soporta el tráfico del puente. Los ejemplos más famosos incluyen al puente Britannia sobre el estrecho de Menai y el puente ferroviario de Conwy sobre el río Conwy, diseñado y probado por William Fairbairn y construido por Robert Stephenson entre 1846 y 1850.

## Los puentes de Britannia y Conwy
El puente de Conwy soporta la línea de ferrocarril de la costa de Gales del Norte a través del río Conwy entre Llandudno Cruce y la ciudad de Conwy. El puente de hierro forjado fue construido por Robert Stephenson gracias a un diseño de William Fairbairn, y es similar en construcción a otro puente famoso de Stephenson, el Puente de Britannia a través del Estrecho de Menai, que fue oficialmente abierto en 1849, pero había sido completado en 1848. Al ser el primer puente tubular en ser construido, el diseño necesitó muchos prototipos para confirmar que fuera capaz de permitir el paso de locomotoras pesadas, siendo realizados por Fairbairn. El resultado exitoso permitió construir un puente con las dimensiones del Britannia. El actual puente de Conwy ha sido reforzado por pilotes extra bajo la cimentación del puente, pero es virtualmente el mismo desde que se construyó.

## Legado

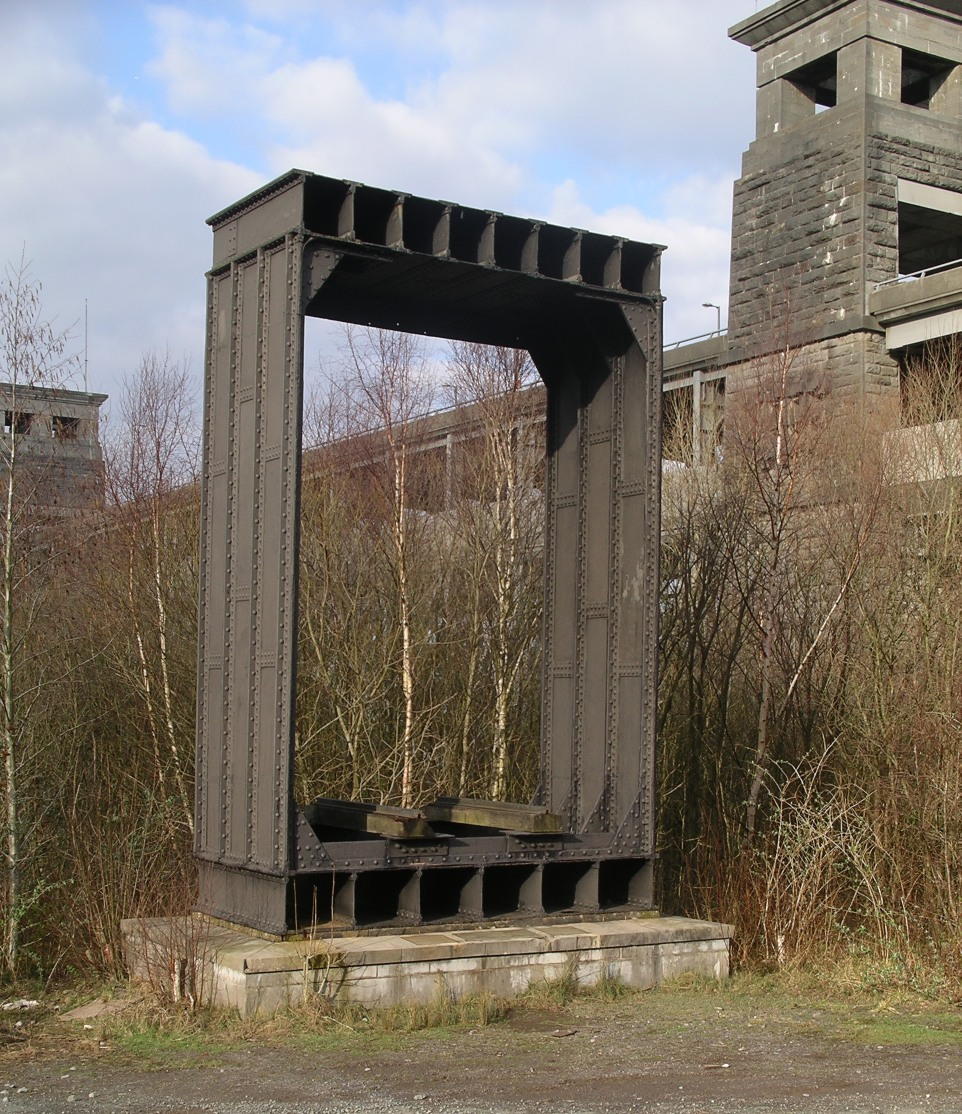
Sección de la viga original en plancha que formaba el puente de Britannia. Atrás se puede ver el puente moderno.

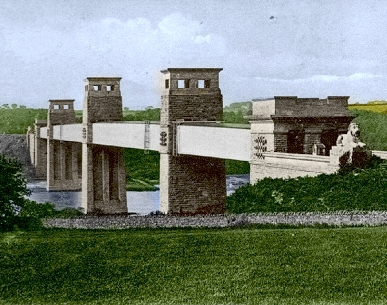
Puente original de Britannia.